# DSA-478
La DSA-478 es una carretera perteneciente a la Red Secundaria de la Diputación Provincial de Salamanca que une la localidad de Aldea del Obispo con la frontera con Portugal.

## Origen y Destino
La carretera  DSA-478  tiene su origen en Aldea del Obispo en la intersección con la carretera  DSA-470 , y termina en el término municipal de Aldea del Obispo, en la frontera con Portugal, formando parte de la Red de carreteras de Salamanca.